# Minskoje (obwód kostromski)
Minskoje (ros. Минское) – wieś (sieło) w Rosji, w obwodzie kostromskim, w rejonie kostromskim. W 2010 liczyła 1848 mieszkańców.